# Віктор Антонов (артдиректор)
Віктор Антонов (болг. Виктор Антонов; 1972 — лютий 2025) — болгарський художник, найбільш відомий своєю роботою над відеоіграми Half-Life 2 і Dishonored.

## Життя і кар'єра
Антонов народився в Софії, Болгарія, в 1972 році. Він емігрував до Парижа у віці 17 років, а потім до Сполучених Штатів, де працював у Valve Corporation у Сіетлі та став відомим завдяки своїй роботі над Half-Life 2. Згодом він працював у Arkane Studios у Ліоні, потім став керівником дизайну для ZeniMax Media після випуску Dishonored[джерело?].
У 2010 році Антонов написав і оформив графічний роман The Colony: A Structure Celebrating the Triumphs of Technology, магічний реалістичний наратив із власними супровідними візуальними елементами[джерело?].
Антонов помер у лютому 2025 року у віці 52 років. Про це йдеться в дописі в Instagram провідного сценариста Half-Life Марка Лейдлоу. У своєму повідомленні Лейдлоу описав Антонова «провидцем», назвавши його «геніальним і оригінальним» і сказавши, що він «зробив усе кращим».

## Праці

### Фільмографія
- The Prodigies (2011) як художник-постановник
- Ренесанс (2006)

### Відеоігри
| Game                                          | Release  | Developer                    | Credit(s)              |
| --------------------------------------------- | -------- | ---------------------------- | ---------------------- |
| Redneck Rampage                               | 1997     | Xatrix Entertainment         | художник мап           |
| Redneck Deer Huntin'                          | 1997     | Xatrix Entertainment         | художник               |
| Quake II Mission Pack: The Reckoning          | 1998     | Xatrix Entertainment         | додатковий художник    |
| Redneck Rampage Rides Again                   | 1998     | Xatrix Entertainment         | додатковий художник    |
| Kingpin: Life of Crime                        | 1999     | Xatrix Entertainment         | художник               |
| Half-Life 2                                   | 2004     | Valve                        | артдиректор            |
| Counter-Strike: Source                        | 2004     | Valve                        |                        |
| Half-Life 2: Lost Coast                       | 2005     | Valve                        |                        |
| Dishonored                                    | 2012     | Arkane Studios               | візуальний дизайнер    |
| Dishonored: Dunwall City Trials               | 2012     | Arkane Studios               |                        |
| Wolfenstein: The New Order                    | 2014     | MachineGames                 | додатковий артдиректор |
| Fallout 4                                     | 2015     | Bethesda Game Studios        | консультант            |
| Dishonored 2                                  | 2016     | Arkane Studios               | консультант            |
| DOOM                                          | 2016     | id Software                  | консультант            |
| Prey                                          | 2017     | Arkane Studios               | консультант            |
| The Elder Scrolls: Legends — Heroes of Skyrim | 2017     | Dire Wolf Digital            | візуальний дизайнер    |
| Project C                                     | Upcoming | Darewise Entertainment       | [ 6 ]                  |
| Project DG                                    | Upcoming | Eschatology Entertainment    | артдиректор            |
| The Crossing                                  | Canceled | Arkane Studios               | [ 7 ]                  |
| BattleCry                                     | Canceled | Bethesda Game Studios Austin | [ 8 ]                  |